# Сочетание
В комбинаторике сочетанием из {\displaystyle n} по {\displaystyle k} называется набор из {\displaystyle k} элементов, выбранных из {\displaystyle n}-элементного множества, в котором не учитывается порядок элементов.
Соответственно, сочетания, отличающиеся только порядком следования элементов (но не составом), считаются одинаковыми — этим сочетания отличаются от размещений. Так, например, 3-элементные сочетания 2 и 3 ((нестрогие) подмножества, для которых {\displaystyle k=3}) из 6-элементного множества 1 ({\displaystyle n=6}) являются одинаковыми (в то время как размещения были бы разными) и состоят из одних и тех же элементов 1.
В общем случае число всех возможных {\displaystyle k}-элементных подмножеств {\displaystyle n}-элементного множества стоит на пересечении {\displaystyle k}-й диагонали и {\displaystyle n}-й строки треугольника Паскаля.

## Число сочетаний
Число сочетаний из {\displaystyle n} по {\displaystyle k} равно биномиальному коэффициенту
{\displaystyle {n \choose k}=C_{n}^{k}={\frac {n!}{k!\left(n-k\right)!}}.}
При фиксированном {\displaystyle n} производящей функцией последовательности чисел сочетаний {\displaystyle {\tbinom {n}{0}}}, {\displaystyle {\tbinom {n}{1}}}, {\displaystyle {\tbinom {n}{2}}}, … является
{\displaystyle \sum _{k=0}^{n}{\binom {n}{k}}x^{k}=(1+x)^{n}.}
Двумерной производящей функцией чисел сочетаний является
{\displaystyle \sum _{n=0}^{\infty }\sum _{k=0}^{n}{\binom {n}{k}}x^{k}y^{n}=\sum _{n=0}^{\infty }(1+x)^{n}y^{n}={\frac {1}{1-y-xy}}.}

## Сочетания с повторениями
Сочетанием с повторениями из {\displaystyle n} по {\displaystyle k} называется такой {\displaystyle k}-элементный набор из {\displaystyle n}-элементного множества, в котором каждый элемент может участвовать несколько раз, но в котором порядок не учитывается (мультимножество). В частности, число монотонных неубывающих функций из множества {\displaystyle \{1,2,\dots ,k\}} в множество {\displaystyle \{1,2,\dots ,n\}} равно числу сочетаний с повторениями из {\displaystyle n} по {\displaystyle k}.
Число сочетаний с повторениями из {\displaystyle n} по {\displaystyle k} равно:
{\displaystyle {\overline {C_{n}^{k}}}=C_{(n)}^{k}=\left(\!\!{\binom {n}{k}}\!\!\right)={\binom {n+k-1}{n-1}}={\binom {n+k-1}{k}}=(-1)^{k}{\binom {-n}{k}}={\frac {(n+k-1)!}{k!\cdot (n-1)!}}.}
Пусть имеется {\displaystyle n} типов объектов, причём объекты одного типа неотличимы. Пусть имеется неограниченное (или достаточно большое, во всяком случае, не меньше {\displaystyle k}) число объектов каждого типа. Из этого ассортимента выберем {\displaystyle k} объектов; в выборке могут встречаться объекты одного типа, порядок выбора не имеет значения. Обозначим через {\displaystyle x_{j}} число выбранных объектов {\displaystyle j}-го типа, {\displaystyle x_{j}\geq 0}, {\displaystyle j=1,2,\dots ,n}. Тогда {\displaystyle x_{1}+x_{2}+\dots +x_{n}=k}. Но число решений этого уравнения легко подсчитывается с помощью метода шаров и перегородок: каждое решение соответствует расстановке в ряд {\displaystyle k} шаров и {\displaystyle n-1} перегородок так, чтобы между {\displaystyle (j-1)}-й и {\displaystyle j}-й перегородками находилось ровно {\displaystyle x_{j}} шаров. Но таких расстановок в точности {\displaystyle {\tbinom {n+k-1}{k}}}, что и требовалось доказать.■
При фиксированном {\displaystyle n} производящая функция чисел сочетаний с повторениями из {\displaystyle n} по {\displaystyle k} равна
{\displaystyle \sum _{k=0}^{\infty }\left[(-1)^{k}{-n \choose k}\right]x^{k}=(1-x)^{-n}.}
Двумерной производящей функцией чисел сочетаний с повторениями является
{\displaystyle \sum _{n=0}^{\infty }\sum _{k=0}^{\infty }(-1)^{k}{-n \choose k}x^{k}y^{n}=\sum _{n=0}^{\infty }(1-x)^{-n}y^{n}={\frac {1-x}{1-x-y}}.}